# Hydriomena oasis
Hydriomena oasis là một loài bướm đêm trong họ Geometridae.